# Atractylocarpus brasiliensis
Atractylocarpus brasiliensis är en bladmossart som beskrevs av Robert Statham Williams 1928. Atractylocarpus brasiliensis ingår i släktet trådnervmossor, och familjen Dicranaceae. Inga underarter finns listade i Catalogue of Life.